# Viezuri (okręg Alba)
Viezuri – wieś w Rumunii, w okręgu Alba, w gminie Ceru-Băcăinți. W 2011 roku liczyła 5 mieszkańców.